# Cremastus snowi
Cremastus snowi là một loài tò vò trong họ Ichneumonidae.